# Eurokoder

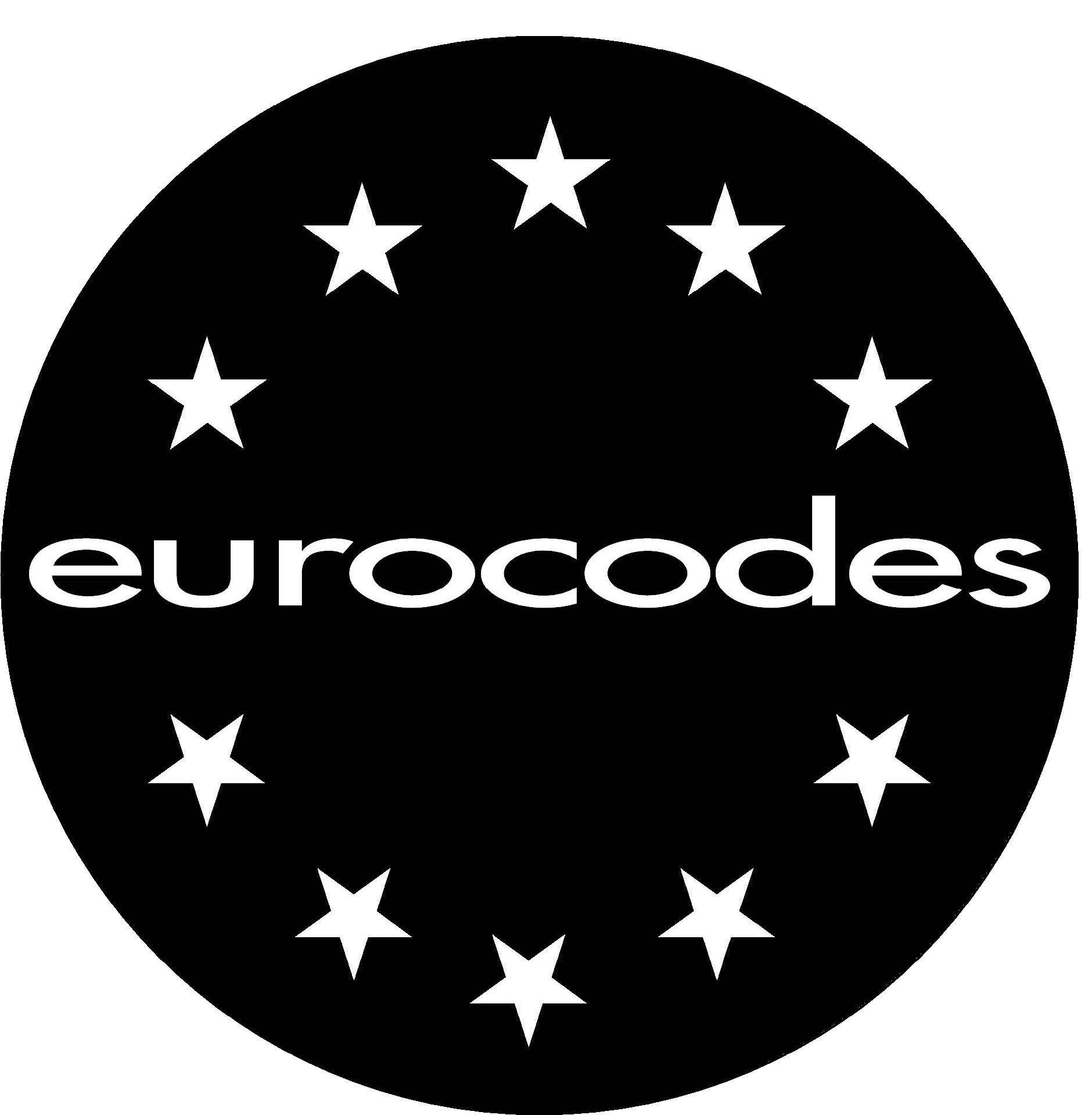
Eurokoder

Eurokoder (engelska: Eurocodes) är europas gemensamma dimensioneringsregler för bärverk till byggnader och anläggningar (byggnadsverk), så som broar och hus.
Eurokoderna tas fram på uppdrag av Europeiska kommissionen och Europeiska frihandelssammanslutningen (Efta) inom ramarna för den europeiska standardiseringsorganisationen Comité Européen de Normalisation (CEN). Enligt EG-kommissionen är syftet med eurokoderna att utveckla den inre marknaden vad gäller produkter och tjänster inom byggindustrin. Det är också tänkt att de ska bidra till mer enhetliga säkerhetsnivåer i byggbranschen i Europa.
Eurokoderna kan inte ange vilka säkerhetsnivåer som ska gälla eftersom EU-medlemsstaternas övergripande bygglagstiftning inte är harmoniserad. De myndigheter som ansvarar för bygglagstiftningen i EU-länderna är däremot ålagda att anpassa sina regler så att eurokoderna kan användas. Utöver eurokoderna publicerar varje land en nationell bilaga med de specifika föreskrifter som gäller i landet. Tanken är man ska kunna köpa eurokoderna på valfritt EU-språk och komplettera med de nationella valen för de länder man är intresserad av. Eurokoderna som är svenska standarder publiceras som sådana i Sverige av SIS.
Eurokoderna översatta till svenska kan laddas ner gratis,  men inte användas helt fritt, från SIS av den som är verksam eller bosatt i Sverige. Att tänka på vid användandet av eurokoderna är emellertid att det alltid är den engelska versionen som är gällande. Riktigheten i översättningen till svenska, eller något annat språk, skall den som använder den översatta versionen ta ansvar för. Felaktigheter och tvetydigheter förekommer i översatt innehåll. Eurokoderna på engelska kan laddas ner gratis från tex law.resource.org, och då även av andra än de som är verksamma eller bosatta i Sverige.

## Tillämpning av eurokoderna i Sverige
I Sverige regleras tillämpningen av eurokoderna dels i EKS, vad gäller byggnader, och dels i Transportstyrelsens föreskrifter och allmänna råd om tillämpning av eurokoder, vad gäller broar. I dessa återfinns de nationella valen och anvisningar för vilka delar av eurokoderna som gäller i Sverige.
Eurokoderna innehåller generellt sett inte regler och anvisningar för utförande och kontroll. Dessa regler och anvisningar finns numera för det mesta i separata standarder till vilka det hänvisas från eurokoderna. Exempel på sådana standarder är EN 1090-2 för stålkonstruktioner, och EN 13670 för betongkonstruktioner.
Den som är verksam eller bosatt i Sverige får tillgång till eurokoderna kostnadsfritt via det licensavtal som Boverket tecknat med SIS.
För hjälp med tolkning av eurokoderna, eller snarare dess tillämpning i Sverige då i andra länder kan andra tolkningar kan gälla, finns en tjänst som bekostas av Boverket och Trafikverket och är gratis för den som använder den. Till den kan man ställa frågor och svaren på de frågor som ställs tillgängliggörs för alla på sidan.

## Eurokodernas delar
Eurokoderna är indelade i tio delar, var och en av dem innehåller en eller flera standarder. Nummer 1990-1999 som ingår i standardernas namn har inget med färdigställandeår eller liknande att göra, utan är bara ett nummer.
Delarna är:
- EN 1990: Eurokod 0 Grundläggande dimensioneringsregler
- EN 1991: Eurokod 1 Laster på bärverk
- EN 1992: Eurokod 2 Dimensionering av betongkonstruktioner
- EN 1993: Eurokod 3 Dimensionering av stålkonstruktioner
- EN 1994: Eurokod 4 Dimensionering av samverkanskonstruktioner stål/betong
- EN 1995: Eurokod 5 Dimensionering av träkonstruktioner
- EN 1996: Eurokod 6 Dimensionering av murverkskonstruktioner
- EN 1997: Eurokod 7 Dimensionering av geokonstruktioner
- EN 1998: Eurokod 8 Dimensionering av bärverk med hänsyn till jordbävning
- EN 1999: Eurokod 9 Dimensionering av aluminiumkonstruktioner

## Normativa hänvisningar
I eurokoderna finns så kallade normativa hänvisningar, hänvisningar till standarder som inte är eurokoder, men som gäller som norm då eurokoderna tillämpas likväl.
Några viktiga standarder det hänvisas till är:
- EN 1090 Utförande av stål- och aluminiumkonstruktioner
- EN ISO 17660 Svetsning - svetsning av armeringsstål
- EN ISO 3834 Kvalitetskrav för smältsvetsning av metalliska material
- EN 13670 Betongkonstruktioner - Utförande
- EN 1504 Betongkonstruktioner - Produkter och system för skydd och reparation
- ISO 10137 Byggnaders samt gång- och cykelbroars brukbarhet med hänsyn till svängningar och vibrationer
- ISO 2394 Tillförlitlighet hos bärverk - Allmänna principer
- ISO 12494 Nedisning av konstruktioner på grund av fukt i luften